# Schienenverkehr im Tschad
Schienenverkehr im Tschad gibt es nicht und hat auch nie stattgefunden.
Zu Beginn des 20. Jahrhunderts begann ein deutsches Unternehmen in Kamerun mit Vermessungsarbeiten für eine Bahnstrecke in den Tschad und führte in den Jahren 1902/03 und 1904 Forschungsreisen durch.
Während des Bestehens der Französischen Gemeinschaft gab es um 1958 Planungen zu einer Eisenbahnstrecke über etwa 870 km von Bangui (Zentralafrikanische Republik) nach Fort Lamy (heute: N’Djamena) im Tschad. Mit der Auflösung der Französischen Gemeinschaft wurde dieses Projekt aber aufgegeben.
Aktuell besteht die Planung, zwei Bahnstrecken mit einer Gesamtlänge von ca. 1.350 km in Normalspur zu errichten. 2011 haben der Tschad und die China Civil Engineering Construction dazu einen Vertrag über 7 Mrd. US-Dollar abgeschlossen. Das Netz soll in erster Linie dem Güterverkehr dienen, aber auch Personenverkehr soll stattfinden. Eine Linie soll von N’Djamena nach Moundou und Koutéré an der Grenze zu Kamerun führen (528 km). Die dort nächstgelegene Anschlussmöglichkeit, die Bahnstrecke Duala–Nkongsamba, ist bis auf ein Reststück von 29 km stillgelegt. Eine zweite Bahnstrecke soll von N’Djamena über Abéché und Adré an die Grenze des Sudan (836 km) führen. Die Strecke soll bei Nyala die Bahnstrecke Khartum–Nyala erreichen. Geschwindigkeiten bis 120 km/h sollen möglich sein. Die Bauarbeiten sollten im Februar 2012 beginnen. Das Fahrzeugmaterial soll aus China geliefert werden. Sowohl in Kamerun (Meterspur) als auch im Sudan (Kapspur) bestehen abweichende Spurweiten.